# Pěkná

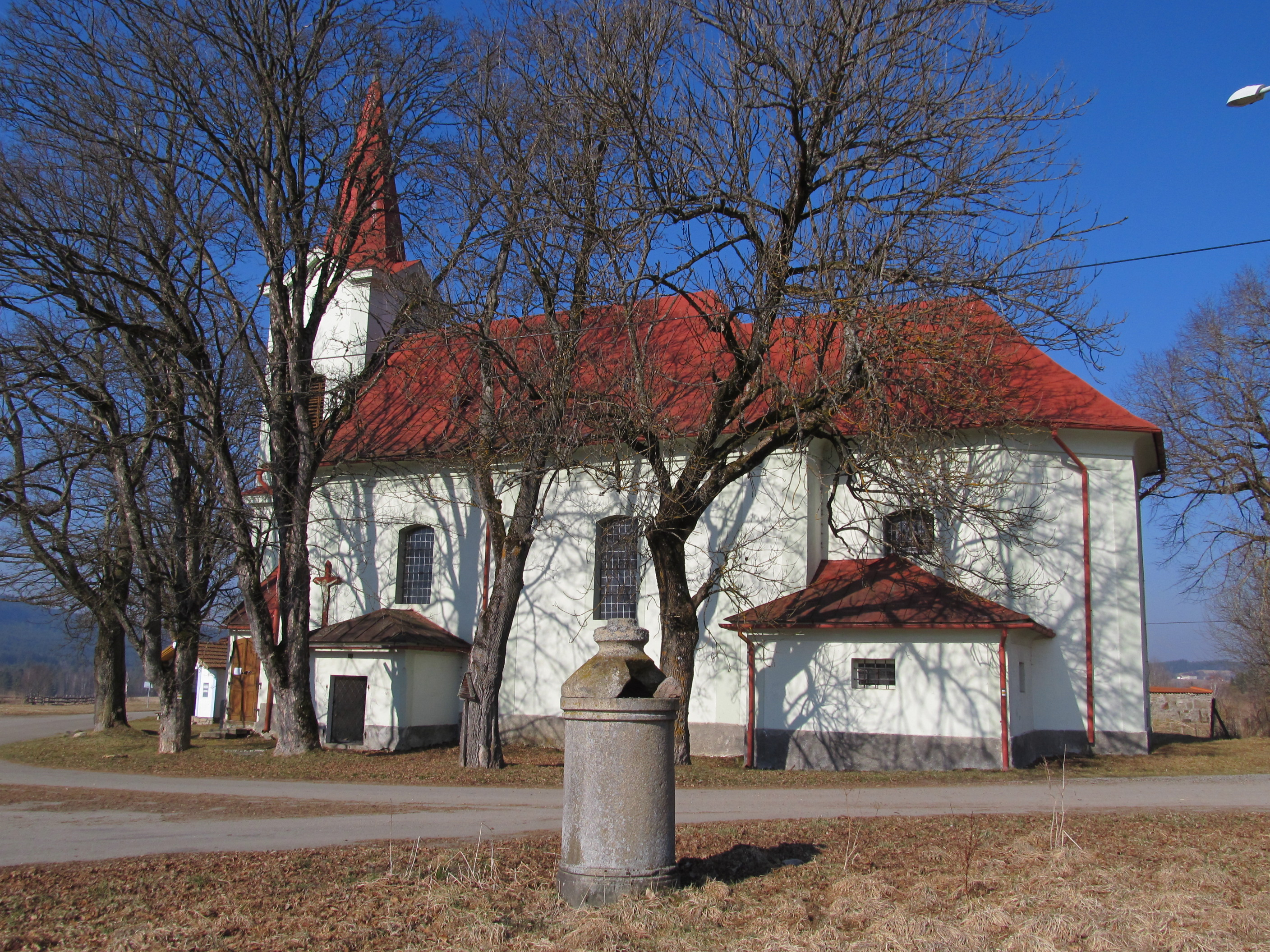
Kirche der hl. Anna

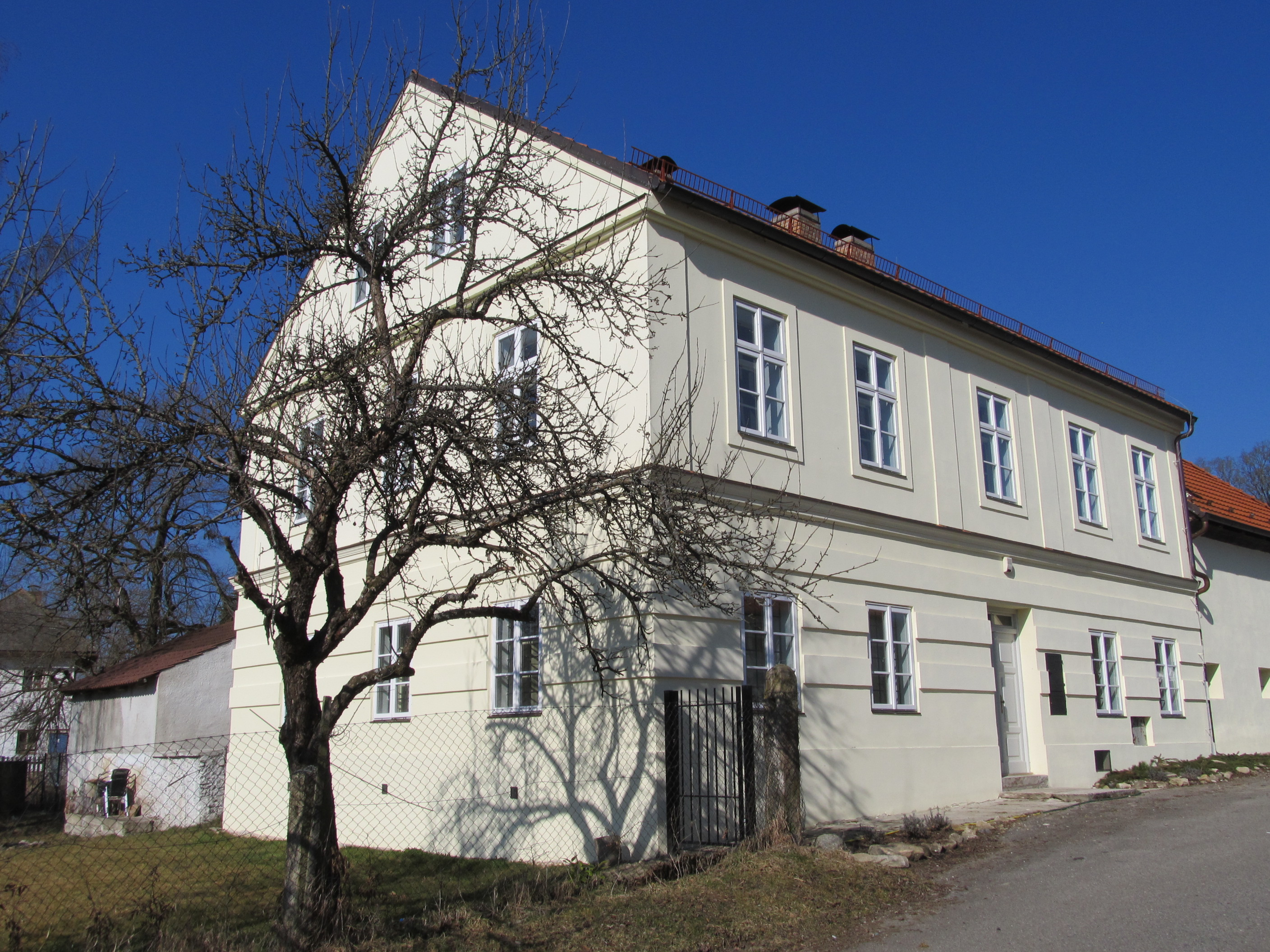
Ehemaliges Pfarrhaus

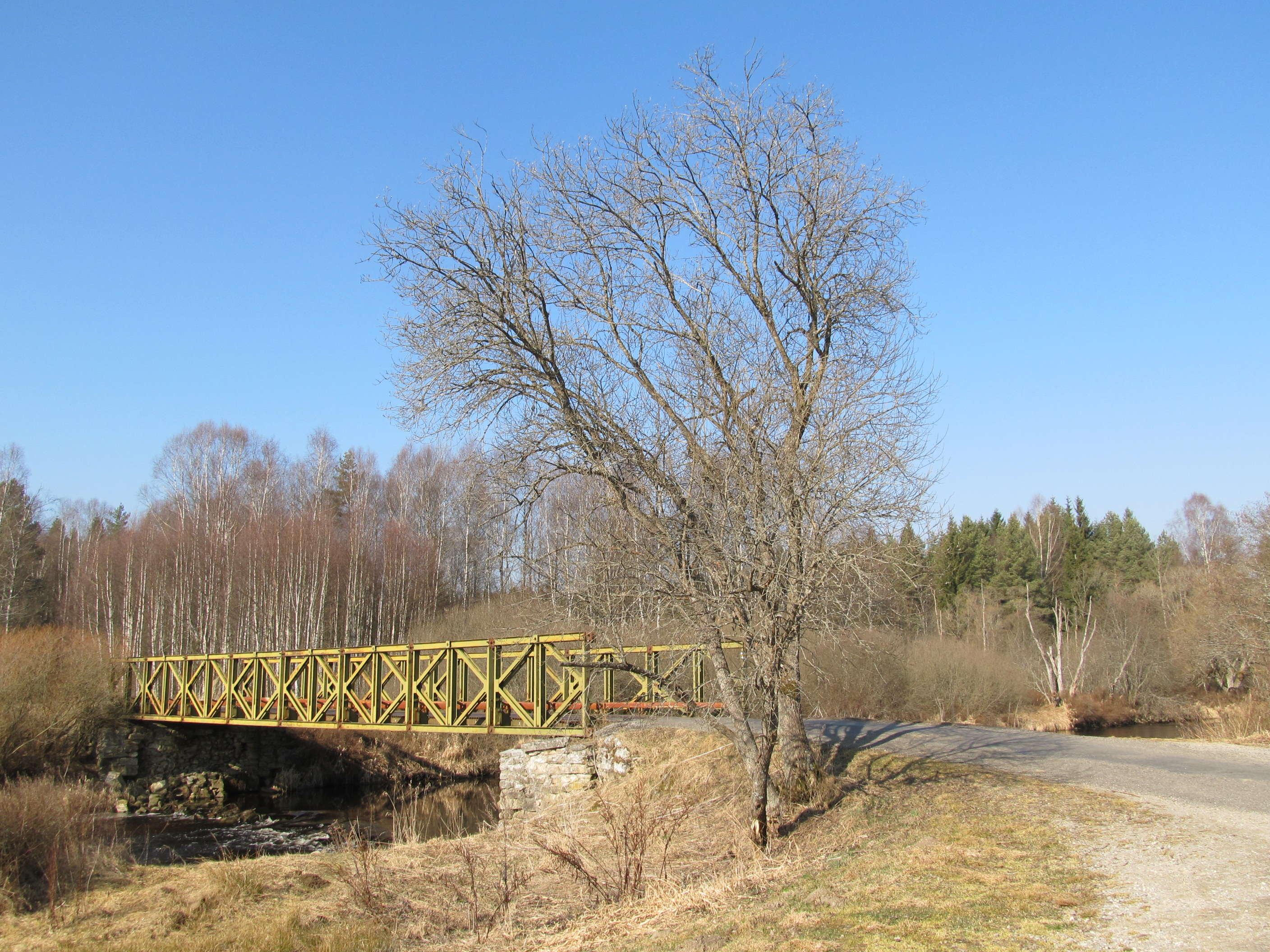
Moldaubrücke unterhalb von Pěkná am Weg zum Haltepunkt

Pěkná, bis 1949 Šenava, (deutsch Schönau) ist ein Ortsteil der Gemeinde Nová Pec in Tschechien. Das Dorf liegt acht Kilometer südlich von Volary und gehört zum Okres Prachatice.

## Geographie
Pěkná befindet sich linksseitig des moorigen Moldau-Oberlaufes auf einer zu den Ausläufern der Želnavská hornatina gehörigen Terrasse im Böhmerwald. Das Dorf liegt an der Grenze zwischen dem Nationalpark Šumava und dem Landschaftsschutzgebiet Šumava. Nördlich erheben sich der Mechový vrch (Maystadt, 1012 m n.m.) und die Křemenná (Steinschicht, 1085 m n.m.), im Nordosten die Hůrka (888 m n.m.), der Korunáč (Großer Kronetberg, 920 m n.m.) und der Korunáček (Kleiner Kronetberg, 994 m n.m.), östlich der Dlouhý hřbet (Langer Berg, 1089 m n.m.), der Nad Uhlíkovem (Pendelberg, 965 m n.m.) und der Knížecí stolec (Fuchswiesenberg, 1236 m n.m.), im Südosten die Suchá hora (Dürrenberg, 1080 m n.m.) und der Černý les (Schwarzwald, 1007 m n.m.), südlich der U hvozdecké cesty (Wahlberg, 902 m n.m), im Südwesten der Perník (Lebzelterberg, 1048 m n.m), der Hvozd (Hochwald, 1047 m n.m.), die Jelenská hora (Hirschberg, 1068 m n.m.) und der Bor (993 m n.m.), westlich die Vrchoviště (Ferchenberg, 937 m n.m.) und der Spálený (818 m n.m.) sowie im Nordwesten der Stožeček (856 m n.m.) und der Stožec (Tusset, 1064 m n.m.). Südlich des Dorfes mündet der Korunáč (Schönauer Bach) und westlich der Chlumský potok in die Moldau. Durch Pěkná führt die Staatsstraße I/39 zwischen Volary und Horní Planá. Südwestlich, am gegenüberliegenden Moldauufer verläuft die Bahnstrecke České Budějovice–Černý Kříž; der Haltepunkt Pěkná befindet sich knapp zwei Kilometer westlich des Dorfes. Gegen Osten erstreckt sich der Truppenübungsplatz Boletice.
Nachbarorte sind Nové Chalupy und die Wüstung Horní Sněžná im Norden, Arnoštov und die Wüstung Jodlovy Chalupy im Nordosten, die Wüstungen U Gabriela, Zelená Hora und Uhlíkov im Osten, V Černém Lese und Záhvozdí im Südosten, Želnava, Bělá, Nové Chalupy, Vltava und Ovesná im Süden, Brod und Jelení im Südwesten, Smolná Pec, Stožec und Černý Kříž im Westen sowie Dobrá und Chlum im Nordwesten.

## Geschichte
Das Dorf wurde um 1360 im Zuge der Kolonisation des Böhmerwaldes durch das Kloster Goldenkron gegründet und 1393 erstmals als Schonaw erwähnt.
Zusammen mit den anderen Klostergütern ging auch Schönau 1785 in Folge der Aufhebung des Klosters Goldenkron in das Eigentum der Fürsten Schwarzenberg und wurde Teil der Allodialherrschaft Krumau. Zwischen 1788 und 1791 entstand in Schönau eine Lokalkirche der Pfarrei Salnau. Nach der Kirchweihe (durch den Krumauer Prälaten Johann Franz Kfeller von Sachsengrün) erhielt das Dorf auch eine eigene Pfarrschule; unterrichtet wurde anfänglich als Wanderschule abwechselnd in den Stuben der Bauern; als Lehrerwohnung diente eine Haarstube. 1795 bewilligte der Religionsfonds 329 Gulden zum Bau eines Schulhauses, die Herrschaft Krumau stellte das Baumaterial im Wert von 422 Gulden zur Verfügung. Nach ihrer Fertigstellung wurde die Schule zur Landmusterschule für die Umgebung erklärt.
Im Jahre 1840 bestand Schönau aus 26 Häusern mit 265 deutschsprachigen Einwohnern. Unter dem Patronat des Religionsfonds standen die Lokalkirche zur hl. Anna und die Schule. Abseits lagen die Einschichten Grasfurth (Brod, zwei Häuser am rechten Ufer der Moldau), Pechofen (Smolná Pec, zwei Häuser mit Teeröfen, rechts der Moldau), Pendelberg (U Gabriela, ein Hegerhaus) und Jodlhäuser (Jodlovy Chalupy, zwei Häuser am Steinschichtwald). Schönau war Pfarrort für Humwald (Chlum), Jodlhäuser, Neuhäuser (Nové Chalupy), Pechofen und Grasfurth. 1845 wurde das Schulhaus durch einen Neubau ersetzt. Bis zur Mitte des 19. Jahrhunderts blieb Schönau der Allodialherrschaft Krumau untertänig.
Nach der Aufhebung der Patrimonialherrschaften bildete Schönau/Šenava ab 1849 einen Ortsteil der Gemeinde Hintring im Gerichtsbezirk Oberplan; die rechts der Moldau gelegenen Einschichten Grasfurth und Pechofen wurden der Gemeinde Neuofen zugeschlagen. 1857 wurde die Schönauer Kirche zur Pfarrkirche erhoben. Im Jahre 1860 wurden in der einklassigen Dorfschule 110 Kinder aus Schönau und den eingepfarrten Orten unterrichtet. Ab 1868 gehörte das Dorf zum Bezirk Krumau. 1882 wurde das Schulhaus für den zweiklassigen Unterricht aufgestockt, ab 1890 erfolgte der Unterricht in drei Klassen.
Mit der Genehmigung für einen Schulbau in der Gemeinde Humwald brach 1933 zwischen Schönau und Humwald ein Schulstreit aus, der bis vor das Oberlandesgericht Brünn geführt wurde, wo Schönau in letzter Instanz mit einer Anfechtungsklage scheiterte.
Die neue dreiklassige Schule in Humwald wurde am 12. September 1935 eingeweiht und fortan von den Kindern aus Humwald und Neuhäuser besucht. Die Jodlhäuser blieben auf eigenen Wunsch weiterhin nach Schönau eingeschult. Da die Zahl der Kinder aus Schönau, Jodlhäuser, Grasfurth und Pechofen für einen dreiklassigen Unterricht zu gering war, wurde ab 1936 in Schönau nur noch in zwei Klassen unterrichtet. Mitte der 1930er Jahre entstand bei Schönau entlang der Moldau eine Bunkerlinie des  Tschechoslowakischen Walls. Im Oktober 1938 wurde das Dorf in Folge des Münchner Abkommens dem Deutschen Reich zugeschlagen und gehörte bis 1945 zum Landkreis Prachatitz. Nach dem Ende des Zweiten Weltkriegs kam Šenava an die Tschechoslowakei zurück und wurde wieder dem Okres Český Krumlov zugeordnet. Die deutschböhmische Bevölkerung wurde auf Grund der Beneš-Dekrete bis 1946 vertrieben und der Ort nur in geringem Umfang mit Tschechen wiederbesiedelt. Im Zuge der Gebietsreform von 1948 wurde die Gemeinde Hintring dem Okres Prachatice zugeordnet. 1949 wurden Hintring in Záhvozdí und Šenava in Pěkná umbenannt. Im Jahr darauf wurde die Gemeinde Záhvozdí aufgelöst; Pěkná wurde dabei nach Bělá eingemeindet. Ab 1961 gehörte Pěkná als Ortsteil zu Želnava und seit dem 1. Juli 1980 zu Nová Pec. In der Schule wurde 1964 ein Kindergarten eingerichtet.
Im Jahre 1991 hatte Pěkná 66 Einwohner. 2001 bestand der Ort aus 27 Wohnhäusern, in denen 61 Menschen lebten. Insgesamt besteht Pěkná aus 30 Häusern.
Durch den Abriss unbewohnter und verfallener Häuser sowie Neubebauung ging in der zweiten Hälfte des 20. Jahrhunderts der Charakter des Dorfplatzes gänzlich verloren. Die nordwestlich von Pěkná an der Straße nach Chlum gestandene Wallfahrtskapelle der Lieben Frau am Rothübl (Kaple na Červeném vršku u Pěkné) wurde in dieser Zeit abgebrochen.

## Ortsgliederung
Der Ortsteil Pěkná bildet einen Katastralbezirk. Zu Pěkná gehören die Wüstungen U Gabriela (Meisselheger, auch Pendelberg) und  – anteilig – Jodlovy Chalupy (Jodlhäuser).

## Sehenswürdigkeiten
- Kirche der hl. Anna, erbaut 1788–1791, der Turm wurde 1903 angebaut. 1996–1997 wurde sie saniert.
- Denkmal für die Gefallenen des Ersten Weltkrieges, enthüllt 1926. 1988 wurde es renoviert und geweiht.
- Das Moorwiesengebiet entlang der mäandrierenden Moldau westlich und südlich von Pěkná wurde 1989 als Teil des Naturreservates Vltavský luh unter Schutz gestellt.